# Mitsubishi Cordia
Mitsubishi Cordia - компактний хетчбек-купе, що вироблявся компанією Mitsubishi Motors між 1982 і 1990 роками. Поряд з Tredia і Starion Cordia є однією з перших автомобілів, що імпортуються та продаються в США компанією Mitsubishi без допомоги корпорації Chrysler, якій на той момент належала частина акцій Mitsubishi і продала свої моделі як імпортний імпорт. Cordia XP була моделлю, проданою в роздрібній мережі японських автомобілів Car Plaza, тоді як Cordia XG продавалася в мережі магазинів Galant. Модель Cordia XG мала трохи менший передній гриль.
Запропонований між існуючими моделями Mitsubishi Galant та Lancer, Cordia (разом з Tredia) використовувала передньоприводне шасі Mirage. Автомобіль отримав передні дискові гальма, ручну або автоматичну трансмісію, а також вибір з трьох двигунів: 1,6 л 68 к.с., 1,7 л 74-87 к.с., 1,6 л турбо 112 к.с. Деякі експортні ринки також отримали 1,6 л 110 к.с. з карбюратором. Американська версія 2,0 л потужністю 88 к.с. для моделі 1984 року.
Автомобілі були модернізовані в 1983 році, а можливість повного приводу була запропонована в 1984 році. Двигуни були модифіковані в 1985 році, щоб дозволити автомобілям працювати на безводному паливі з введенням 1,8-літрового двигуна 100 к.с., або версію з турбонадувом потужністю 135 к.с. Кордія продавалася в США протягом усього 1988 року, доки виробництво не було припинено у 1990 році.
Mitsubishi конкурувала з Toyota AE86 та Nissan Silvia S12.

## Двигуни
- 1.4 L 4G12T I4
- 1.6 L 4G32 I4
- 1.6 L 4G32T I4-T
- 1.8 L 4G37 l4
- 1.8 L 4G62 I4
- 1.8 L 4G62T I4-T
- 2.0 L 4G63 I4